# Reloj de la pobreza mundial
P.52
Ramos valdivia ,2019

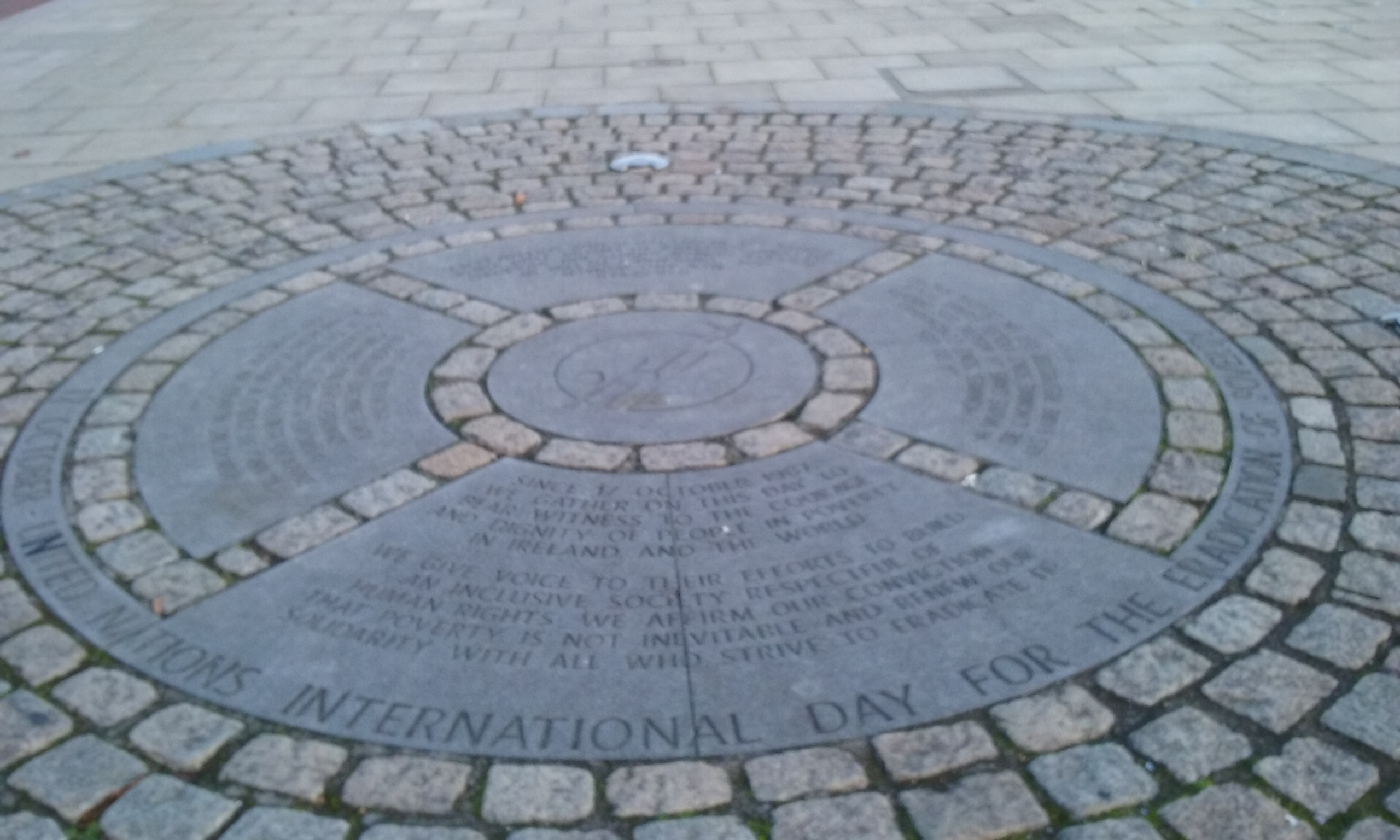
Piedra de la pobreza mundial en Dublín. Al igual que este monumento, el reloj de la pobreza mundial aspira a visualizar, y con ello erradicar, esta lacra.

El reloj de la pobreza mundial  es una herramienta para visualizar el progreso mundial y regional en la lucha contra la pobreza. Proporciona en tiempo real los datos de pobreza en múltiples países. Creado por la ONG World Data Lab (laboratorio de datos mundiales), se lanzó en Berlín durante la conferencia re:publica de 2017, y está financiado por el Ministerio Federal de Cooperación Económica y Desarrollo (Alemania).
El reloj busca visibilizar un hueco en los dato de desarrollo sobre indicadores de progreso social, empezando con las cifras de pobreza, e intenta alinear estos indicadores con otros económicos y demográficos, como el producto interior bruto (PIB), o los relojes de población mundial actual y su previsión, que ya tienen herramientas de visualización en tiempo real y de estimación futura.

## Metodología
El reloj de la pobreza mundial utiliza datos públicamente disponibles sobre distribución de ingresos, estratificación, producción y consumo, proporcionados por diferentes organizaciones internacionales, especialmente la ONU, el Banco Mundial y el Fondo Monetario Internacional (FMI). Estas organizaciones compilan los datos que cada país les proporciona, salvo en los pocos casos en que son tan pobres o están tan desgarrados por conflictos que no tienen capacidad estadística para suministrarlos. El reloj de la pobreza mundial emplea modelos para estimar pobreza en estos casos, cubriendo así al 99,7 % de la población del mundo. También modeliza cómo los ingresos individuales podrían cambiar con el tiempo, utilizando las previsiones de crecimiento a medio plazo del FMI complementadas por los «senderos socioeconómicos compartidos» trazados por el Instituto Internacional de Análisis de Sistemas Aplicados y análisis similares realizados por la Organización para la Cooperación y el Desarrollo Económicos (OCDE).

## Aspecto
Muestra un mapamundi con los países de mayor pobreza coloreados de verde a rojo, y un gran número sobreimpreso, con la cifra de personas que en el mundo padecen pobreza extrema. A las 10:42 del 19 de agosto de 2020 este número era de 705.139.349 personas. En la parte inferior de la página se dispone de un deslizador temporal, que por defecto se sitúa en el momento en que se visualiza la página, pero que puede hacerse retroceder hasta 2016 (entonces había 696.400.455 personas viviendo en pobreza extrema), o avanzar hasta 2031 (entonces se calcula que habrá 592.375.764 personas). No presenta pues el aspecto de un "reloj" (un círculo con manecillas), pero se llama así por analogía con otros indicadores de alerta, por ejemplo el Reloj del Apocalipsis, que sí tienen esta apariencia.